# SFDS
Sydfyenske Dampskibsselskab A/S (SFDS) var et dansk rederi, som primært havde ruter til/fra Langeland og andre øer i det Sydfynske øhav. Rederiet blev dannet i 1875, og i 1991 blev selskabet opdelt i 2 dele. Driftsselskabet blev solgt til DSB rederi i 1996 og fusioneret ind i rederiet Færgen i 2011.
SFDS har bl.a. haft ruterne
- Svendborg-Rudkøbing, jernbanefærge s.s. Langeland fra 15.05.1926 til 15.03.1961, derefter i 1962 m.f. Egeskov
- Rudkøbing - Strynø - Marstal
- Rudkøbing - Strynø
- Rudkøbing - Marstal
- Lohals - Korsør
- Spodsbjerg - Nakskov, indtil 31.05.1975
- Spodsbjerg - Tårs, fra 01.06.1975